# Robert Neal Rudmose-Brown
 (novembre 2023).
Si vous disposez d'ouvrages ou d'articles de référence ou si vous connaissez des sites web de qualité traitant du thème abordé ici, merci de compléter l'article en donnant les références utiles à sa vérifiabilité et en les liant à la section « Notes et références ».
Robert Neal Rudmose-Brown, né le 13 septembre 1879 et mort le 27 janvier 1957 à Sheffield, est un botaniste et un explorateur polaire britannique.

## Biographie
Rudmose-Brown est le fils d'un passionné de l'Arctique. Il étudie au Dulwich College.
Après avoir suivi des cours de sciences naturelles à l'université d'Aberdeen, son premier poste universitaire est d'enseigner la botanique à l'University College de Dundee, faisant alors partie de l'Université de St Andrews.
À Dundee, il rencontre William Speirs Bruce, qui l'invite à se joindre à l'expédition Scotia, où il catalogue la faune des îles Orcades du Sud. De retour chez lui, il devient l'assistant de Bruce au Laboratoire océanographique écossais, consultant pour le Scottish Spitsbergen Syndicate et vice-président du Congrès polaire international.
En 1908, il est nommé maître de conférences en géographie à l'Université de Sheffield et passe plusieurs années en tant que botaniste de terrain dans le Svalbard.
À la suite de la Première Guerre mondiale, il travaille au Département de renseignement du personnel de la marine à Londres avec la responsabilité des informations concernant l'Arctique.
En 1920, il devient lecteur en géographie à l'Université de Manchester et en 1931 il retourne à Sheffield en tant que professeur de géographie.
Il est président de la Royal Geographical Society (Institute of British Geographers) entre 1937 et 1938.
Lors de la Seconde Guerre mondiale, il reprend son travail dans le renseignement.
À sa mort, il lègue sa bibliothèque polaire au Scott Polar Research Institute de Cambridge.

## Œuvres
- The Voyage of the Scotia, Being the Record of a Voyage of Exploration in Antarctic Seas, 1906
- Principles of Economic Geography, 1920 (new ed. 1926, 1931, 1939, 1946)
- A Naturalist at the Poles: The Life, Work and Voyages of Dr. W.S. Bruce, the Polar Explorer, Seeley, Service & Co., London, 1923
- The Polar Regions: A Physical and Economic Geography of the Arctic and Antarctic, Methuen, 1927
- 'Spitsbergen', Encyclopaedia Britannica, (Vol. 21, p. 248–249), 1955